# Bành Tiểu Nhiễm
Bành Tiểu Nhiễm (giản thể: 彭小苒, phồn thể: 彭小苒, bính âm: Péng Xiǎo Rǎn) là một nữ diễn viên, ca sĩ, người dẫn chương trình người Trung Quốc, được quản lý bởi Thái Dương Xuyên Hoà.

## Sự nghiệp

### 2013–2015: Vai trò người dẫn chương trình
Kể từ tháng 4 năm 2013, Bành Tiểu Nhiễm đảm nhận vai trò người dẫn chương trình của iQiyi Morning Flight.
Tháng 2 năm 2014, cô đóng vai phụ trong bộ phim kinh dị bí ẩn và hồi hộp Linh Hồn Đưa Đò, trong phim cô đóng vai một nữ sinh thông minh và tốt bụng Chu Khiết.
Tháng 8, cô góp mặt trong bộ phim hài vui nhộn đầy năng lượng Hương Qua Thất Huynh Đệ 2, trong phim cô vào vai Châu Hy Mặc của Hành tinh Z. Ngày 8 tháng 8, bộ phim giả tưởng Mùa Hè Khó Tin được công chiếu trên Internet, cô đóng vai Lý Tử Hàm, một nữ sinh viên đại học bị ám ảnh bởi việc tìm kiếm. Tháng 10, cô tham gia vào bộ phim hài kịch thanh xuân Đồng Cư Tổn Hữu, trong phim cô diễn vai Bạch Khiết, bên ngoài là một thành phần tri thức bình thường, bên thực chất lại là một phú nhị đại.
Tháng 3 năm 2015, cô tham dự lễ hội Tống Nghệ lần thứ 8 và đã đoạt giải Người dẫn chương trình tiềm năng của năm. Ngày 28 tháng 10, cô cùng với MIKHAÉL làm người dẫn chương trình cho Liên hoan phim hoạt hình sinh viên đại học quốc tế Trung Quốc lần thứ 10 trong 3 ngày. Ngày 5 tháng 12, cô hợp tác cùng Hà Cảnh, Tạ Y Lâm chủ trì iQiyi Night 2016.

### 2016–2018: Hợp đồng cùng Phạm Băng Băng Studio
Năm 2016, cô từng là người dẫn chương trình của Thanh niên điện ảnh nhân chi dạ trong Liên hoan phim Thượng Hải. Tháng 5, cô tham gia diễn xuất trong bộ phim hài Long Môn Kiếp Án, cô đóng vai một nữ cảnh sát xinh đẹp tham gia vào các cuộc tập trận của ngân hàng cảnh sát – Thiến Thiến. Ngày 13 tháng 6, cô cùng Điền Nguyên hợp tác làm người dẫn chương trình cho đêm lễ trao giải Hướng Thượng Thì Thượng. Ngày 2 tháng 7, cô đảm nhận vai trò người chủ trì cho đêm nhạc I Do Trí Thanh Xuân. Ngày 4 tháng 7, bộ phim đề tài dân quốc trinh thám Lão Cửu Môn do cô hợp tác cùng Triệu Lệ Dĩnh, Trần Vỹ Đình, Trương Nghệ Hưng chính thức phát sóng, trong phim cô vào vai Khi Hoài Thiền, đại thổ ty của Bạch Kiều Trại. Ngày 24 tháng 8, cô hợp tác cùng Trương Đại dẫn chương trình cho lễ hội VIP của kênh iQiyi. Tháng 9, cô tham gia vào bộ phim Ma Thú Huynh Đệ của đạo diễn Vương Tử. Ngày 28 tháng 11, chủ trì buổi lễ trao giải Bazaar Men’s Grand được tổ chức tại Bắc Kinh.
Năm 2017, Bành Tiểu Nhiễm ký hợp đồng với Phạm Băng Băng Studio. Tháng 1, cô cùng Phạm Băng Băng, Cao Vân Tường, Nghiêm Ngật Khoan trong bộ phim cổ trang Ba Thanh Truyện, cô diễn vai Ba Thất Phù, một trong ba tỷ muội Ba thị sống cùng nhau trong thời loạn thế.

### 2019: Được chú ý với vai diễn Khúc Tiểu Phong
Ngày 14 tháng 2 năm 2019, bộ phim cổ trang tình cảm Đông Cung do cô cùng Trần Tinh Húc, Ngụy Thiên Tường hợp tác chính thức phát sóng, trong phim cô vào vai Tây Châu Cửu công chúa – Khúc Tiểu Phong. Ngày 11 tháng 10, chương trình thực tế tuyển chọn diễn viên của các đạo diễn Diễn Viên Mời Vào Chỗ có cô tham gia đã được phát sóng. Tháng 11, với bộ phim truyền hình Đông Cung đã giúp cô giành được giải thưởng Nữ diễn viên chính xuất sắc nhất của phim truyền hình mạng thường niên trong liên hoan phim giải trí truyền hình và điện ảnh Internet lần thứ nhất. Đề cử Nữ diễn viên chính xuất sắc nhất trong phim truyền hình cổ trang Trung Quốc tại lễ trao giải Hoa Đỉnh lần thứ 26. Tháng 12, đóng vai chính trong bộ phim tình cảm Tiến Lên, Hàng Xóm Thiên Tài với vai diễn Trầm Mặc.
Ngày 1 tháng 8 năm 2020, bộ phim cổ trang tình cảm Quân Cửu Linh do cô cùng Kim Hạn diễn chính chính thức khai máy, cô là một Quân Cửu Linh vì phụ thân mà dốc lòng báo thù. Tháng 10, cô hợp tác cùng Phùng Thiệu Phong trong bộ phim cổ trang huyền huyễn Cửu Châu · Chu Nhan Ký, trong phim cô vào vai Diệp Lăng Sương, con gái của Dạ Bắc quốc sư.
Tháng 3 năm 2021, cô tham gia series phim truyền hình nhiều tập kỷ niệm 100 năm thành lập Đảng Lý tưởng chiếu rọi Trung Quốc với vai diễn Kỳ Mộc Cách, nữ chính tập 25 mang tên "Ngã Đích Ô Lan Mục Kỵ".

## Danh sách phim

### Phim điện ảnh
| Năm  | Tựa đề           | Tựa đề tiếng Trung | Vai            | Ghi chú |
| ---- | ---------------- | ------------------ | -------------- | ------- |
| 2016 | Long Môn Kiếp Án | 龙门劫案           | Thiến Thiến    | Vai phụ |
| 2016 | Ma Thú Huynh Đệ  | 魔兽兄弟           | Hồng Khiết     | Vai phụ |
| 2017 | Không Thiên Liệp | 空天猎             | Tân văn chủ bá | Vai phụ |
| 2023 | Truyền Thuyết    | 伝説               |                | Vai phụ |

### Phim truyền hình
| Năm            | Tựa đề                                     | Tựa đề tiếng Trung | Vai                            | Ghi chú   |
| -------------- | ------------------------------------------ | ------------------ | ------------------------------ | --------- |
| 2014           | Linh Hồn Đưa Đò                            | 灵魂摆渡           | Châu Khiết                     | Vai phụ   |
| 2014           | Hương Qua Thất Huynh Đệ 2                  | 香瓜七兄弟2        | Châu Hy Mặc                    | Vai phụ   |
| 2014           | Mùa Hè Khó Tin                             | 不可思议的夏天     | Lý Tử Hàm                      | Vai phụ   |
| 2014           | Đồng Cư Tổn Hữu                            | 同居损友           | Bạch Khiết                     | Vai phụ   |
| 2015           | Phế Sài Huynh Đệ 3                         | 废柴兄弟3          | Người dẫn chương trình         | Khách mời |
| 2016           | Lão Cửu Môn                                | 老九门             | Thời Hoài Thiền                | Khách mời |
| 2019           | Đông Cung                                  | 东宫               | Khúc Tiểu Phong                | Vai chính |
| 2021           | Lý Tưởng Chiếu Rọi Trung Quốc              | 理想照耀中国       | Kỳ Mộc Cách                    | Vai chính |
| 2021           | Bách Luyện Thành Cương                     | 百炼成钢           | Điền Vũ                        | Khách mời |
| 2021           | Quân Cửu Linh                              | 君九龄             | Quân Cửu Linh / Quân Trăn Trăn | Vai chính |
| 2022           | Tinh Hà Trường Minh / Cửu Châu Chu Nhan Ký | 星河长明           | Diệp Lăng Sương / Bạch Lộ      | Vai chính |
| 2022           | Băng Tuyết Chi Danh                        | 冰雪之名           | Lý Băng Hà                     | Vai chính |
| 2023           | Người Trong Mộng Xuân Khuê                 | 春闺梦里人         | Quý Mạn / Nhiếp Tang Du        | Vai chính |
| 2023           | Hoạ Mi                                     | 画眉               | Bàng Hồng Mai                  | Vai chính |
| 2024           | Trường Lạc Khúc                            | 长乐曲             | Chu Hủ (Thời trẻ)              | Khách mời |
| Chưa phát sóng | Ba Thanh Truyện                            | 巴清传             | Ba Thất Phù                    | Vai phụ   |
| Chưa phát sóng | Tiến Lên, Hàng Xóm Thiên Tài               | 走起！我的天才街坊 | Trầm Nặc                       | Vai chính |

## Giải thưởng và đề cử
| Năm  | Giải thưởng                                     | Hạng mục                                      | Tác phẩm đề cử | Kết quả   |
| ---- | ----------------------------------------------- | --------------------------------------------- | -------------- | --------- |
| 2019 | Giải Hoa Đỉnh lần thứ 26                        | Nữ diễn viên chính xuất sắc nhất              | Đông Cung      | Đề cử     |
| 2019 | Văn hóa Giải trí Điện ảnh Internet lần thứ Nhất | Nữ diễn viên chính xuất sắc (phim trực tuyến) | Đông Cung      | Đoạt giải |
| 2019 | Kim Cốt Đóa lần thứ 4                           | Nữ diễn viên nổi tiếng của năm                | Đông Cung      | Đoạt giải |
| 2021 | STYLE GALA                                      | Nữ diễn viên được theo dõi nhiều nhất         | —              | Đoạt giải |